# J. Michilles
José Michiles da Silva, mais conhecido como J. Michiles (Recife, 4 de fevereiro de 1943) é um compositor pernambucano, responsável por inúmeros sucessos de frevo que fazem o carnaval do Recife e de Olinda, que compõe desde os seus doze anos, bem como autor de consagradas letras de maracatu, coco, forró e famosos jingles para campanhas publicitárias e políticas.
Graduado em História pela Universidade Católica de Pernambuco, chegou a lecionar durante um ano em escolas da rede púbilca estadual. Fez Desenho na Escola Industrial, onde estudou desenho, pintura e modelagem. Também ensinou no Colégio Estadual Rodolfo Aureliano, em Olinda, por 10 anos. Paralelamente aos seus trabalhos como professor, fazia músicas. Finalmente, em 1991 ele decidiu se dedicar apenas à música, o que faz até hoje, sendo um dos mais importantes compositores de frevo da atualidade, contabilizando, ao longo de sua carreira, mais de 50 sucessos gravados.
Apesar de nunca haver estudado música, aprendeu a gostar de frevo ainda menino. Ouvia Capiba, José Menezes, Luís Bandeira e outros compositores famosos. No entanto, ele considera que a música sempre esteve no seu sangue, já que é sobrinho de Orlando Dias, cantor bastante conhecido nos anos 50.

## Musicografia
A primeira música criada por Michiles foi um bolero "Você Me Maltratou", interpretada por Vitor Bacelar em 1962.
Sobrinho do cantor Orlando Dias, desde cedo cresceu cercado de música entre os familiares.
O primeiro sinal de que ele se tornaria um grande sucesso aconteceu quando ainda tinha 16 anos. A versão para a música dos Beatles, "I Wanna Hold Your Hand" se chamou "Não Quero que tu Chores" e foi gravada, com grande sucesso, pelos Golden Boys.
Em 1966, aos 23 anos, recebeu o prêmio no Festival Uma Canção para o Recife, com uma marcha-de-bloco, chamada "Recife Manhã de Sol", interpretada por Marcos Aguiar. O álbum, um dos mais vendidos daquele ano, foi lançado pela Rozenblit, O festival foi o grande salto na carreira do compositor, que concorreu com personalidades como Capiba, Ariano Suassuna e Nelson Ferreira. A partir daí, o artista começou a participar dos concursos de música promovidos pela Rádio Clube de Pernambuco, TV Rádio Clube de Pernambuco e TV Jornal do Commercio.
Foi em 1986, com a música "Bom Demais", gravada por Alceu Valença, que seu nome virou sinônimo de frevo. No ano seguinte, também interpretada por Alceu, a canção "Me Segura Senão Eu Caio" explodiu nas ladeiras de Olinda e foi imortalizada como hit obrigatório nas festas de Momo. O ano seguinte foi a vez de o frevo "Fazendo Fumaça" ecoar nos quatro cantos do carnaval pernambucano, que gravou com Fafá de Belém. Em 1993 ele compôs o sucesso "Diabo Louro", gravado por Almir Rouche no mesmo ano. Dois anos mais tarde o sucesso explodiu e ganhou o status de música do Carnaval, na voz de Alceu Valença. Apesar de suas letras serem mais conhecidas na voz de Alceu Valença, Michiles emprestou suas canções a artistas como Fafá de Belém ("Fazendo Fumaça", "Forró Fogoso" e "Negue"), André Rio ("Queimando a Massa" e "Babado da Morena"), Claudionor Germano ("Queimando a Massa"), Banda Pinguim ("Queimando a Massa"), Versão Brasileira ("Perna Pra Que Te Quero"), Nádia Maia ("Espelho Doido"), Novinho da Paraíba ("Forró Fogoso") e Coral do Bloco da Saudade ("Sonhos de Pierrô", "Obrigado Criança" e "Bloco da Saudade"), entre outros.
Outro grande sucesso foi a música "Roda e Avisa", homenagem a Chacrinha, música que compôs junto com Edson Rodrigues.
Apesar de consagrado como frevista de carteirinha, também possui uma veia em diversos outros ritmos, principalmente o Forró. "Forró Fogoso" foi gravado por Novinho da Paraíba e Fafá de Belém; "Estrela Gonzaga" foi interpretada por Dominguinhos, que, junto a Marrom (Nação Brasileira), gravou o forró "Acorda Povo".
Compôs o maracatu "Recife Nagô", gravado por Amelinha e Asas da América, em 1998.
O Coco "Swing Naná" foi criado em homenagem a Naná Vasconcelos. A música foi gravada pela primeira vez por Almir Rouche (Banda Pinguim), na década de 90, em seguida pela banda baiana Kissukila em 2002 e por Aurinha do Coco em 2003.
Na composição de jingles para campanhas publicitárias e políticas, destacou-se como autor do tema do São João da cidade do Recife, cantado na voz de Dominguinhos, de campanhas para pão Plus Vita, Pitú, Ron Montila, Café Royal e a de Jarbas Vasconcelos para o governo de Pernambuco, e de Cadoca para a prefeitura do Recife.

## Intérpretes
Compositor de frevos de penetração nacional, teve composições suas interpretadas por grandes nomes da música brasileira, tais como Alceu Valença, Dominguinhos, Fafá de Belém, Amelinha, Claudionor Germano, Elba Ramalho e Geraldo Azevedo.